# آک‌سایتوو
آک‌سایتوو (انگلیسی: Aksaitovo) یک شهرک در شهرستان تاتیشلینسکی استان باشقیرستان کشور روسیه است.